# Белякова, Валентина Леонтьевна
Валенти́на Лео́нтьевна Беляко́ва (8 февраля 1925, Варваровка, Пензенская губерния — 20 января 1973, Каменка, Пензенская область) — фрезеровщица завода «Белинсксельмаш», Герой Социалистического Труда.

## Биография
Родилась в 1925 году в селе Варваровка.
Окончила начальную школу в Варваровке и восьмилетнюю школу в Кевдо-Мельситово. В 1942—1973 годы работала фрезеровщицей на заводе «Белинсксельмаш» Министерства тракторного и сельскохозяйственного машиностроения СССР. В годы Великой Отечественной войны перевыполняла нормы в 2 и более раз; семилетний план выполнила за пять лет.
Досрочно выполнила личные социалистические обязательства и плановые производственные задания Восьмой пятилетки (1965—1970). Указом Президиума Верховного Совета СССР (неопубликованным) от 5 апреля 1971 года «за особые заслуги в выполнении заданий пятилетнего плана по развитию тракторного и сельскохозяйственного машиностроения и достижение высоких производственных показателей» удостоена звания Героя Социалистического Труда с вручением ордена Ленина и золотой медали Серп и Молот.
Избиралась депутатом Верховного Совета РСФСР 7-го созыва (1967—1971).
Умерла в Каменке в 1973 году.

### Семья
Отец — Леонтий Ефимович Лылин (1901 — 26.7.1943, пропал без вести); мать — Мария Яковлевна Лылина (1906—1966).
Братья и сёстры: Надежда (03.07.1926 — 25.05.2020, в замужестве Журавлёва), Анна (р. 1928), Раиса (р. 1932), Тамара (р. 1937), Нина (р. 1940; в замужестве Рогонова), Владимир (ум. 1942), Юрий (ум. 1936).

## Награды
- медаль «За доблестный труд в Великой Отечественной войне 1941—1945 гг.»[2]
- звание Ударник коммунистического труда (1962)[2]
- Звание Героя Социалистического Труда с вручением ордена Ленина и золотой медали «Серп и Молот» (5 апреля 1971)
- орден Ленина (…)
- значок «Отличник социалистического соревнования РСФСР» (трижды)[3].

## Комментарии
1. 1 2  См. страницу обсуждения.
2. ↑  По другим данным[3] — окончила семилетнюю школу.